# داولینگ ۳۵۲۹
سیارک ۳۵۲۹ (به انگلیسی: 3529 Dowling، نامگذاری:1981EQ19) سه هزار و پانصد و بیست و نهمین سیارک کشف شده‌است که در ۲ مارس ۱۹۸۱ کشف شد.
قدر مطلق سیارک برابر ۱۴٫۰۰ است.